# Jules Chéret
Jules Chéret (31. květen 1836 Paříž – 23. září 1932 Nice) byl francouzský secesní umělec, který je považovaný za otce reklamních poutačů. Ve svých plakátech používal nápadné postavy, kontrast a jasné barvy. Vytvořil přes 1000 reklam, hlavně pro výstavy, divadla a produkty. Nalákal do reklamního průmyslu mnoho dalších umělců, kteří hledali zdroj obživy.

## Galerie

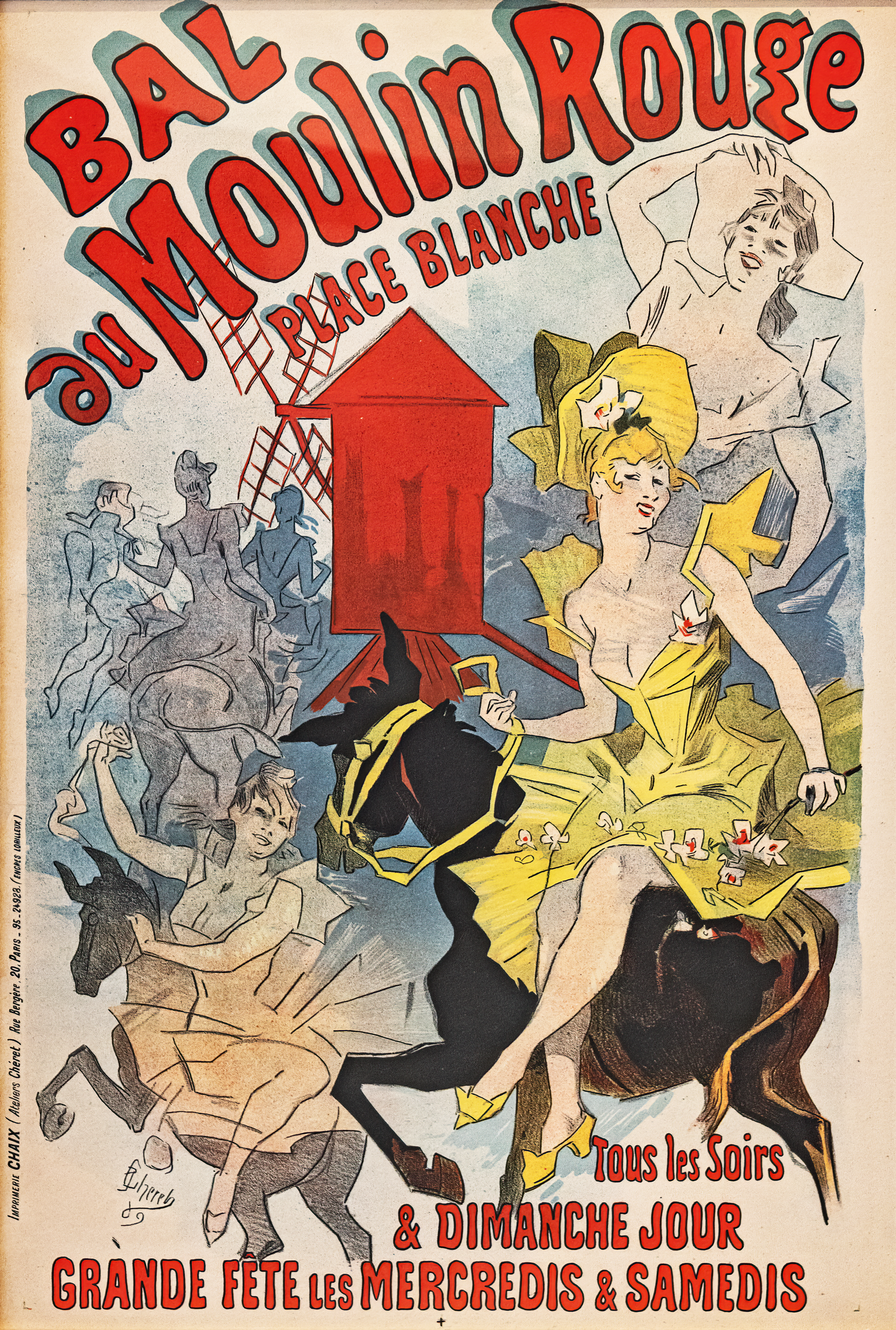
Bal au Moulin Rouge. Plakát, 1889

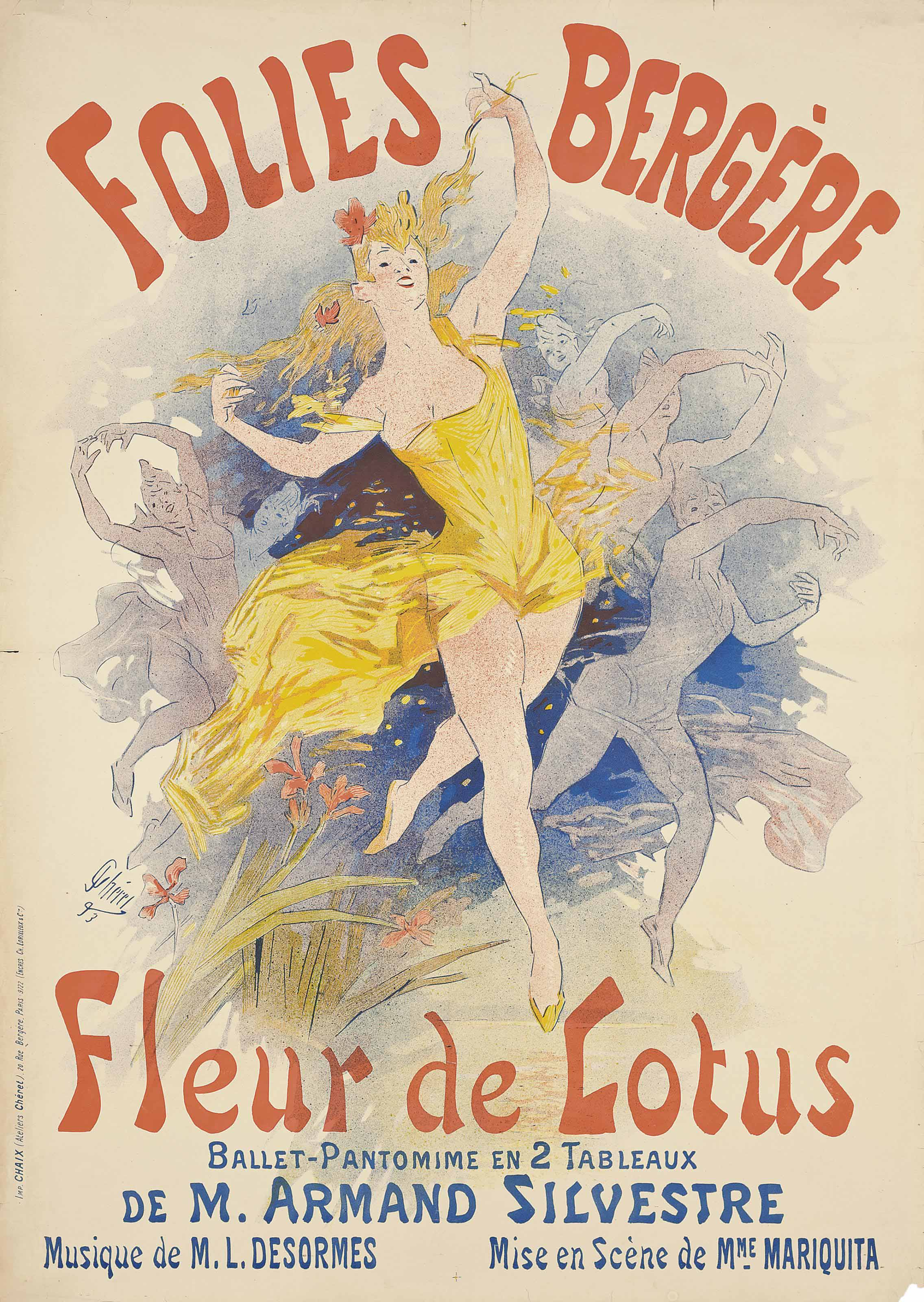
Lotusový květ. Plakát, 1893

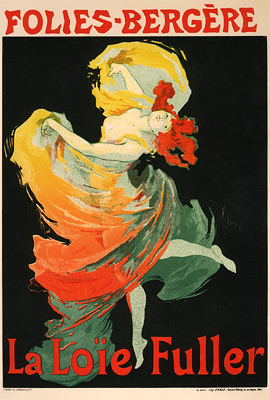
Loïe Fuller. Plakát, 1893

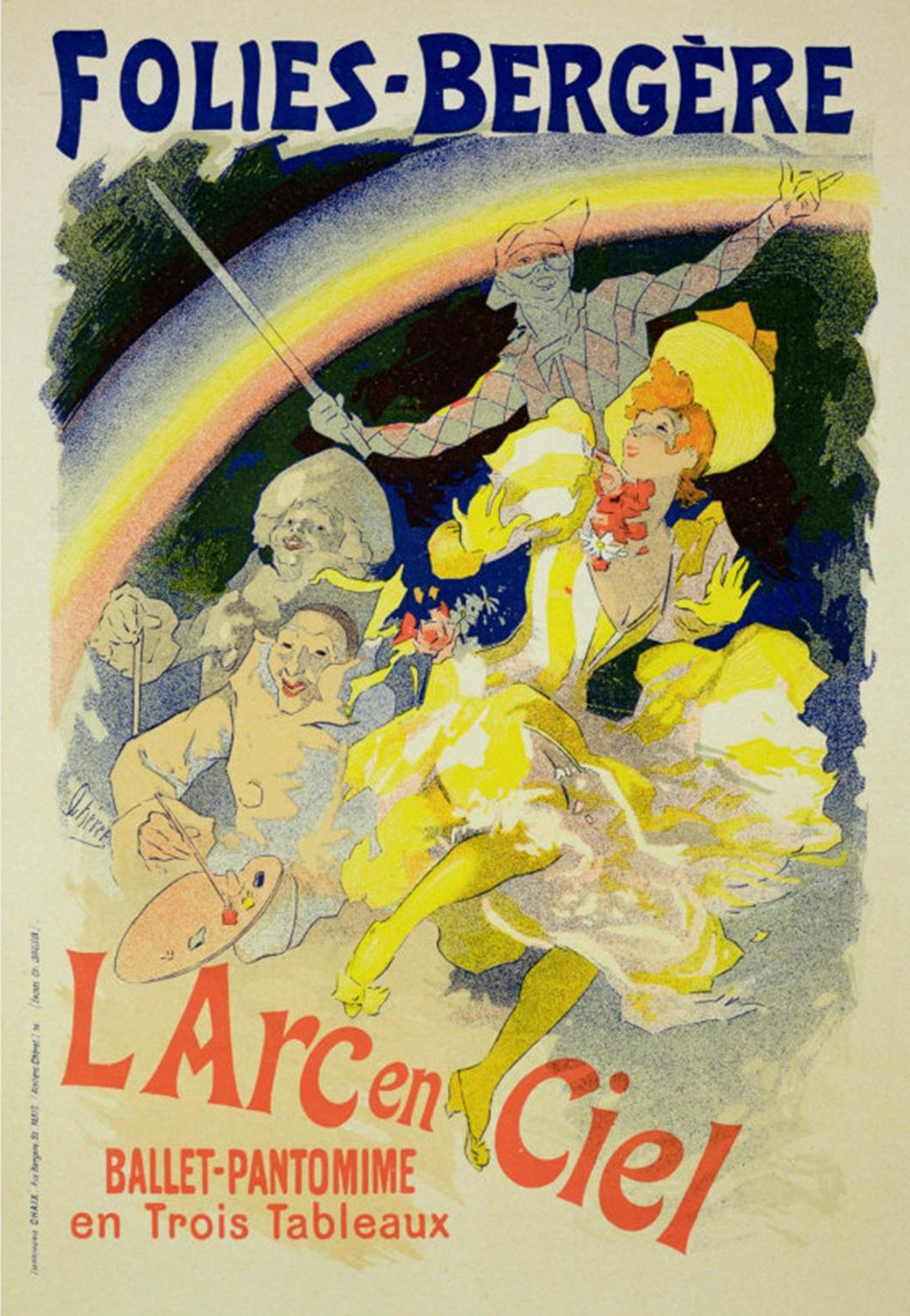
L'arc en Ciel. Plakát, 1896

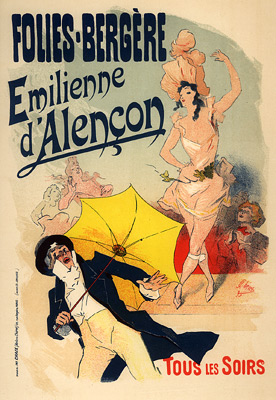
Emilienne d´Alencon. Plakát, 1896-1900

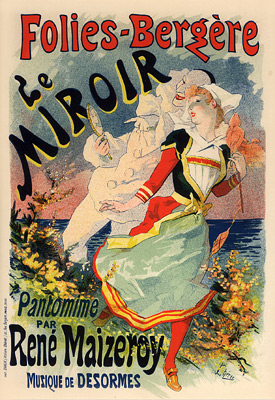
Le Miroir. Plakát, 1896-1900

La Danse du Feu. Plakát, 1897